# 프리노드
프리노드(Freenode, freenode, 구 명칭: 오픈 프로젝트 네트워크, Open Projects Network)는 이전에 피어 지향 프로젝트를 논의하는 데 사용되었던 IRC 네트워크이다. 서버는 호스트명 chat.freenode.net을 통해 접속할 수 있으며, 라운드 로빈 DNS를 사용하여 연결을 분산한다.
2021년 5월 19일, 프리노드는 일부 직원들이 "적대적 인수"라고 묘사한 사건을 겪었고, 최소 14명의 자원봉사 직원이 사임했다. 이 사건 이후, 아치 리눅스, CentOS, FreeBSD, 자유 소프트웨어 재단, 유럽 자유 소프트웨어 재단, 젠투 리눅스, KDE, 리니지OS, 슬랙웨어, 우분투, 위키미디어 재단을 포함하여 프리노드를 사용하던 다양한 조직들이 전 프리노드 직원들이 만든 네트워크인 리베라 챗으로 채널을 옮겼다. 하이쿠나 알파인 리눅스와 같은 다른 프로젝트들은 오픈 & 프리 테크놀로지 커뮤니티(OFTC)로 옮겨갔다. 2021년 8월 16일까지 천 개가 넘는 프로젝트가 프리노드를 떠났다.

## 역사

As of October 2014 전 세계에 23개의 프리노드 서버가 있었다

프리노드는 다른 IRC 네트워크인 EFnet의 #LinPeople이라는 4인 리눅스 지원 채널로 시작되었다. 1995년, Undernet으로, 그리고 DALnet으로 이동한 후, 단순히 채널이 아닌 자체 네트워크인 irc.linpeople.org가 되었다. 1998년 초에는 약 200명의 사용자와 20개 미만의 채널을 가진 오픈 프로젝트 넷(OPN)으로 변경되었다. OPN은 곧 자유 소프트웨어 공동체를 위한 최대 네트워크가 되었고, 세계에서 20번째로 큰 네트워크가 되었다.
2002년에 이름이 프리노드로 변경되었다. OPN 도메인들은 나중에 판매에 나왔지만 팔리지 않았다.

### 거버넌스
2002년, 프리노드를 지원하기 위해 피어 지향 프로젝트 센터(PDPC)가 설립되었다. PDPC는 텍사스 주에 법인으로 설립되었으며, IRS는 2002년부터 약 2010년까지 501(c)(3) 비영리 단체로 인정받았으며, 2007년에는 리눅스 펀드(Linux Fund)와 같은 단체로부터 지원을 받았다.

### 운영 및 사건
2006년 6월 24일, ratbert라는 닉네임을 가진 사용자가 프리노드 관리자 롭 레빈(lilo)의 관리 권한을 획득하여 네트워크를 장악했다. 그 결과 약 25개의 사용자 비밀번호가 도난당했을 가능성이 높다. 이 사용자는 많은 프리노드 직원들을 K-line했고, 대부분의 프리노드 서버는 그 후 몇 시간 동안 다운되었다.
2010년 1월 30일경, 게이 니거 어소시에이션 오브 아메리카라는 인터넷 트롤 조직은 HTML 형식과 HTTP POST 구현(이전에 이메일 프로토콜, 예를 들어 POP3 및 SMTP 공격에 사용됨)의 기존 익스플로잇을 이용하여 프리노드에 대한 새로운 유형의 공격을 IRC 프로토콜에 적용했는데, 이는 이전에 야생에서 볼 수 없었던 것이었다. 이 조직은 모질라 파이어폭스 및 시몽키와 같은 모질라 기반 브라우저 사용자들이 조용히 프리노드에 연결하여 플러딩을 일으키는 자바스크립트 코드를 만들었다. 이 익스플로잇은 파이어폭스가 웹 양식을 기본 HTTP 포트인 80이 아닌 다른 포트로 제출하는 기능을 사용했다. 파이어폭스 개발자들은 얼마 전 대부분의 포트를 차단했지만, 일반적으로 IRC에 사용되는 포트 6667은 차단되지 않았다. 이 그룹은 드라마티카 백과사전(위키백과와 같이 사용자가 수정할 수 있는 위키)을 배포 벡터로 사용하여, 플러딩된 메시지가 사용자에게 수정된 드라마티카 백과사전 페이지 링크를 클릭하도록 유도하여 해당 사용자들도 참여하게 만들고 눈덩이 효과를 초래했다. 해당 그룹의 일원 중 한 명인 Weev는 나중에 이 공격으로 인해 당시 프리노드 직원들의 무능력 때문에 네트워크가 "며칠 동안 [...] 사용할 수 없게" 되었다고 주장했다. 그는 이 조직이 다른 네트워크에서도 동일한 공격을 시도했지만 훨씬 더 빠르게 차단되었다고 언급했다.
2014년 2월 2일, 프리노드는 DDoS 공격(트위터의 @freenodestaff에서 확인)을 받아 부분적인 서비스 중단이 발생했다.
2014년 2월 22일, 프리노드는 또 다른 DDoS 공격을 겪었고 이로 인해 부분적인 서비스 중단이 발생했으며, 이어서 여러 봇넷이 #freenode를 공격하려고 시도했지만 #freenode-unreg로 리디렉션되었다. 공격 후, 여러 서버는 공급자에 의해 nullrouted 상태로 남아 있었고, 짧은 기간 동안 단 하나의 서버만이 연결을 수락했다.
2014년 9월 13일, DDoS 공격이 발생하여 네트워크가 몇 시간 동안 분할되었고, 이어서 #freenode 채널과 프리노드 서비스에 대한 여러 봇넷 공격이 이어졌다. 프리노드 인프라 팀은 IRC 서버 중 하나에서 취약점을 발견하고 알 수 없는 제3자에 의한 침해 증거를 확인했다. 프리노드는 안전상의 이유로 모든 사용자에게 NickServ 비밀번호를 변경하도록 권고했으며, 취약점이 해결될 때까지 침해된 서버를 일시적으로 오프라인 상태로 유지했다. 2014년 10월 14일, NCC 그룹은 공격에 사용된 루트킷에 대한 심층 기술 분석을 발표했다.
2015년, 프리노드는 matrix.org를 통해 매트릭스에 연결되었다.
2017년 8월 17일, 프리노드는 "아동 포르노 이미지를 포함한 상당히 광범위한 스팸봇 공격"을 받았다. 공격에 대응하는 과정에서 운영자들은 실수로 네트워크의 대부분의 사용자들을 차단하는 K-라인을 설정했다. 스팸봇 공격은 다음 해에도 계속되었고, 더 많은 네트워크를 포함했으며 "프리노드게이트"라고 불렸다. 공격자들은 프리노드 관리자들을 공격하는 사이트도 만들었다.

### 소유권 변경 및 갈등
OPN 공동 창립자인 롭 레빈이 2006년 9월에 사망한 후, PDPC 이사회 멤버인 크리스텔 달스키에르(Christel Dahlskjaer)는 2008년 잉글랜드 웨일스에 주식 자본이 없는 보증 유한 책임 회사인 피어 지향 프로젝트 센터 유한 회사(Peer-Directed Projects Center Limited)를 설립하고 "일반 비영리 기업"을 목적으로 명시했다. PDPC Ltd.는 미국 기반 PDPC의 후계자라고 밝혔다. PDPC Ltd.는 2009년에 3,060 파운드의 순자산을 보고했고, 2010년에 달스키에르를 임원으로 보고했으며 2013년에 해산되었다.
2017년, 당시 프리노드 직원의 수장이었던 달스키에르는 프리노드 유한 회사(Freenode Limited)를 설립하고 2017년에 기술 기업가 앤드류 리에게 소유권을 이전했다. 직원들에 따르면, 그들은 거래 내용에 대해 통보받지 못했으며, 이 회사가 프리노드 라이브 컨퍼런스만 관리하고 다른 것은 전혀 관리하지 않으므로 프리노드의 일상적인 운영에 영향을 미치지 않을 것이라고 들었다. 다른 자원봉사자들은 회사의 목적이 네트워크 자금 지원 및 컨퍼런스 운영이라고 이해했다. 프리노드 유한 회사는 2017년에 아무런 활동도 보고하지 않았다. 2018년에는 유동 자산이 39,276 파운드로, 1년 이내에 채권자에게 지불해야 할 금액이 42,098 파운드로 보고되었다.

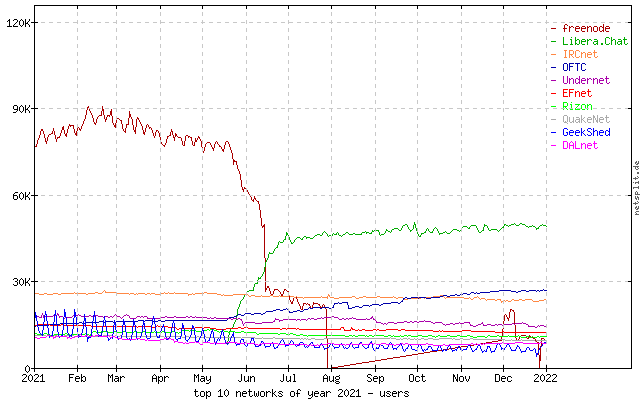
리의 네트워크 인계 후 프리노드 사용자 수가 감소하기 시작했다(7월 말에 0으로 떨어진 것은 서비스가 사용자 계정을 요구하기 시작했기 때문이다).

2021년 5월, 최소 14명의 프리노드 직원들이 리의 "적대적 인수" 시도라고 묘사한 사건 이후 사임했다. 2021년 2월, 달스키에르는 리가 공동 창립한 회사이자 서비스인 Shells의 로고를 프리노드 웹사이트에 추가했다. 직원들의 비판에 따라 달스키에르는 얼마 지나지 않아 프리노드 리더십에서 사임했다. 달스키에르의 사임 후, 프리노드 직원들은 톰 웨슬리(tomaw)를 직원 수장으로 선출하고 리더십 변경을 설명하는 블로그 게시물을 작성했다. 직원들은 리가 얼마 지나지 않아 해당 블로그 게시물을 삭제했다고 주장한다. Hackaday는 앤드류 리의 동료인 셰인 앨런이 직원으로 승진할 것이라는 발언을 녹음했으며, 다른 사람들을 직원으로 모집하는 것도 녹음되었다고 보도했다. Hackaday는 또한 앨런이 알파인 리눅스 보안팀 의장인 아리아드네 코닐에게 팀에 합류하고 리의 프리노드 주장을 지지하면 그녀의 프로젝트에 기부금을 제공했다고 보도했다. 5월 11일, 리는 프리노드 인프라를 감독할 새로운 사람을 임명하고 직원들이 달스키에르를 축출했다고 비난하는 성명을 발표했다. 프리노드 직원들은 대거 사임했고, 일부는 자신들의 관점에서 사건을 설명하는 성명을 발표했다. 일부는 리가 웨슬리에게 법적 압력을 가했다고 비난했다.
리는 이것이 사실이 아니라고 말하며, 자신이 프리노드에 수백만 달러를 제공했으며, 직원들이 달스키에르를 직원 수장에서 축출했다고 주장했다. 리는 또한 웨슬리가 달스키에르를 괴롭혔고 "적대적 인수"를 시도했다고 비난했다. 리가 발표한 성명에서 그는 프리노드 유한 회사의 소유자이므로 프리노드 서버에 접근할 권리가 있다고 말했다.
바이스는 프리노드에 의존하는 조직에 어떤 일이 일어날지 불분명하다고 썼다. Hackaday는 Vim과 렙랩 프로젝트가 프리노드에서 대규모 사임 직후 일부 전직 직원들이 발표한 새로운 IRC 네트워크인 리베라 챗으로 이전했다고 보도했다. 기술 기업가인 아닐 대시(Anil Dash)는 "수십 년 동안 커뮤니티를 위한 중요한 개방형 플랫폼이었던 프리노드가 혼란에 빠진 것을 보는 것은 가슴 아픈 일"이라고 말했다. 사이버 보안 엔지니어인 재키 싱(Jackie Singh)도 전 프리노드 직원들의 노고에 감사를 표했다.
2021년 5월 26일, 프리노드는 젠투 리눅스, 라쿠, Elixir, 하스켈을 포함하여 리베라 챗으로 이전했거나 이전하려 했던 약 700개의 등록 채널을 장악했다. 이는 프리노드가 며칠 전 "부적절한 광고"를 금지하도록 오프토픽 정책을 수정한 후에 이루어졌다. 젠투 리눅스 프로젝트는 "우리는 이것을 공개적인 적대 행위로밖에 볼 수 없으며, 우리는 사실상 프리노드를 떠났다"고 말했다. 리는 "캔슬 컬처 폭도가 주요 FOSS 프로젝트에 적극적으로 침투했다"고 말하며 비판을 일축했다.
2021년 6월 14일, 프리노드 관리자들은 이전 네트워크를 대체할 목적으로 InspIRCd 및 Anope IRC 서비스를 기반으로 하는 새로운 네트워크를 프리노드 이름으로 출시했다. 이전 마이그레이션과 달리, 사용자 및 채널 등록과 같은 이전 네트워크의 데이터는 새 네트워크로 마이그레이션되지 않았다.

## 특징
이 네트워크는 이전에 피어 지향 및 오픈 소스 프로젝트 지원에 중점을 두었다.

### 서버 소프트웨어
1999년에 프리노드는 Dancer(IRC-Hybrid 기반)라는 IRCd를 실행하다가 2005년에 Hyperion으로 전환했다. Hyperion은 2010년 1월 30일에 Charybdis의 프리노드 특정 포크인 IRCd-Seven으로 교체되었으며, 원래 프리노드에서 사용하기 위해 개발된 Atheme 서비스를 사용했다. 2021년 June월 기준, 프리노드는 Anope IRC 서비스와 InspIRCd를 실행했다.

## 피어 지향 프로젝트 센터
피어 지향 프로젝트 센터(Peer-Directed Projects Center, PDPC)는 많은 저명한 오픈 소스 프로젝트가 공식 IRC 채널을 호스팅했던 프리노드 IRC 네트워크를 운영했던 조직으로 알려져 있다. PDPC는 잉글랜드 웨일스에 법인으로 설립되었다.
PDPC는 프리노드 네트워크를 운영하고 피어 지향 프로젝트 커뮤니티와 관련된 다양한 프로그램을 확립하기 위해 설립되었다. 헌장에 따르면, PDPC는 주로 자유-오픈 소스 소프트웨어 프로젝트를 기반으로 "피어 지향 프로젝트 커뮤니티가 번성하도록 돕는 것"을 목표로 하며, 자유 소프트웨어 개발을 지원하여 그 사용을 장려한다. 2021년 6월까지 GNU 프로젝트는 통신을 위해 프리노드 네트워크를 사용했다.
PDPC는 롭 레빈(Rob Levin)에 의해 설립되었고 초기에는 그가 이끌었다. 2006년 11월, 이사회는 개편되어 새로운 구성원들이 임명되었다. 세스 쇤(Seth Schoen)이 떠나고, 프리노드의 선임 직원이던 크리스텔 달스키에르(Christel Dahlskjaer)가 쇤을 대신하여 비서이자 프리노드 직원의 수장이 되었다. 또한 롭의 형제인 데이비드 레빈(David Levin)도 이사회에 합류했다.
2013년 3월, PDPC는 해산되었다. 해산 결정은 부분적으로 영국에서 자선 단체 지위를 유지하는 데 드는 기부금 수준과 비용 때문이었다.

## 롭 레빈
lilo로도 알려진 로버트 레빈(Robert Levin)은 프리노드 IRC 네트워크의 설립자이자 프리노드 자금 지원을 도왔던 PDPC 자선 단체의 전무이사였다. 1994년부터 레빈은 자유 소프트웨어 및 오픈 소스 프로젝트를 위해 IRC 사용을 장려하는 데 힘썼다. 레빈은 오픈 프로젝트 네트워크(OPN)와 나중에 PDPC의 설립자 중 한 명이었다.
2003년, 더 레지스터 (영국)는 레빈이 OPN을 위한 자금을 오용했다고 보도하며, 그가 "청구서 지불, 임대료 지불, 음식 및 필수품 구입"에 사용했다고 썼다는 내용을 인용했다.
2006년 9월 12일, 레빈은 휴스턴에서 밤에 자전거를 타다가 운전자에게 치였다. 충돌 후, 레빈은 머리 부상으로 입원했다. 그는 9월 16일, 50세의 나이로 사망했다.